# رافاييل تراسي
رافاييل تراسي (بالإنجليزية: Raphael Tracey)‏ (6 فبراير 1904 في غيليسبي، الولايات المتحدة – 6 مارس 1975 في سانت لويس ، الولايات المتحدة) لاعب كرة قدم أمريكي راحل كان يجيد اللعب في مركز المهاجم كما كان يجيد اللعب في خط الوسط . مثل منتخب الولايات المتحدة في بطولة كأس العالم لكرة القدم 1930 التي أقيمت في الأوروغواي حيث لعب جميع المباريات الثلاث .

## وصلات خارجية
- رافاييل تراسي على موقع الاتحاد الدولي (مؤرشف)  (الإنجليزية)
- رافاييل تراسي على موقع قاعدة بيانات كرة القدم.إي يو (الإنجليزية)
- رافاييل تراسي على موقع ناشيونال فوتبول تيمز (الإنجليزية)
- رافاييل تراسي على موقع Soccerway.com (الإنجليزية)
- رافاييل تراسي على موقع عالم كرة القدم.نت (الإنجليزية)

- هذا متحف كرة القدم